# كأس الإمبراطور 1990
كأس الإمبراطور موسم 1990. تنافس عليها 32 فريقًا، وفازت ماتسوشيتا إلكتريك بالبطولة.

## النتائج

### الجولة الأولى
- نيسان موتورز 10–0 سابورو مازدا
- مازدا 2-1 هيتاشي
- توشيبا 5-0 تانابي للأدوية
- ميتسوبيشي كيميكال كوروساكي 0-2 NKK
- ياماها موتورز 2-0 جامعة تسوكوبا
- كوزمو أويل 0-5 فوجيتا إندستريز
- جامعة كوتشي 0-2 مواصلات سينو
- جامعة كيوتو سانغيو 0-4 فوروكاوا الكتريك
- خطوط أول نيبون الجوية 3–0 إن إي سي ياماغاتا
- المعهد الوطني للياقة البدنية والرياضة في كانويا 1-2 جامعة أوساكا للصحة وعلوم الرياضة
- ميتسوبيشي موتورز 5–0 جامعة آيتشي جاكوين
- فوجيتسو 1-2 هوندا
- يانمار ديزل 0-3 جامعة جونتيندو
- YKK 2–9 ماتسوشيتا الكتريك
- جامعة كوكوشيكان 2-1 جامعة أوساكا للتجارة
- جامعة واسيدا 0-3 يوميوري

### الجولة الثانية
- نيسان موتورز 2-1 مازدا
- توشيبا 5-1 NKK
- ياماها موتورز 2-0 فوجيتا للصناعات
- سيينو للنقل 0-4 فوروكاوا الكهربائية
- جميع الخطوط الجوية نيبون 3-1 جامعة أوساكا للصحة وعلوم الرياضة
- ميتسوبيشي موتورز 0–0 (بعد ضربات الجزاء 5–6) هوندا
- جامعة جونتيندو 0-2 ماتسوشيتا الكتريك
- جامعة كوكوشيكان 1–1 (بعد ضربات الجزاء 4–2) يوميوري
- نيسان موتورز 2-1 توشيبا
- ياماها موتورز 0-1 فوروكاوا الكتريك
- جميع خطوط نيبون الجوية 1-2 هوندا
- ماتسوشيتا الكتريك 2-1 جامعة كوكوشيكان

### الدور نصف النهائي
- نيسان موتورز 1–0 فوروكاوا الكهربائية
- هوندا 1-2 ماتسوشيتا الكتريك

### النهائي
- نيسان موتورز 0-0 (بعد ضربات الجزاء 3-4) ماتسوشيتا الكتريك

فاز ماتسوشيتا الكتريك بالبطولة.